# Güroymak
Güroymak (en kurde Norşîn ; en arménien Նորշեն, Norshen) est un district et une ville de la province de Bitlis en Turquie.
En 2000, sa population s'élève 22 521 habitants. La ville se situe à 30 km de la préfecture Bitlis.